# Bangladeschische Cricket-Nationalmannschaft in Australien in der Saison 2003
Die Tour der bangladeschischen Cricket-Nationalmannschaft nach Australien in der Saison 2003 fand vom 18. Juli bis zum 6. August 2003 statt. Die internationale Cricket-Tour war Bestandteil der Internationalen Cricket-Saison 2003 und umfasste zwei Tests und drei ODIs. Australien gewann die Test-Serie 2–0 und die ODI-Serie 3–0.

## Vorgeschichte
Australien spielte zuvor eine Tour in den West Indies, Bangladesch gegen Südafrika.
Es war die erste Tour der beiden Mannschaften gegeneinander.
Die beiden Stadien in Darwin und Cairns waren die ersten Stadien außerhalb der Hauptstädte der Bundesstaaten die Test-Cricket abhielten. Mit der ungewöhnlicherweise im australischen Winter abgehaltenen Tour wollte der australische Verband den gefüllten Spielkalender entspannen.

## Stadien
Die folgenden Stadien wurden für die Tour als Austragungsort vorgesehen.
| Stadion               | Stadt  | Kapazität | Spiele               |
| --------------------- | ------ | --------- | -------------------- |
| Bundaburg Rum Stadium | Cairns | 13.500    | 2. Test; 1. & 2. ODI |
| Marrara Oval          | Darwin | 14.000    | 1. Test; 3. ODI      |

## Kaderlisten
Bangladesch benannte seinen Test-Kader am 12. Juni 2003.
Australien benannte seine Kader am 20. Juni 2013.
| Test | Test | ODI | ODI |
| Australien | Bangladesch | Australien | Bangladesch |
| --- | --- | --- | --- |
| - Steve Waugh (K) - Adam Gilchrist (wk) - Jason Gillespie - Matthew Hayden - Justin Langer - Brett Lee - Darren Lehmann - Martin Love - Stuart MacGill - Glenn McGrath - Ricky Ponting | - Khaled Mahmud (K) - Al Sahariar - Alok Kapali - Anwar Hossain - Habibul Bashar - Hennan Sarkar - Javed Omar - Khaled Mashud (wk) - Manjural Islam - Mashrafe Mortaza - Mohammad Ashraful - Sanwar Hossain - Tapash Baisya | - Ricky Ponting (K) - Michael Bevan - Andy Bichel - Adam Gilchrist (wk) - Jason Gillespie - Matthew Hayden - Brad Hogg - Damien Martyn - Brett Lee - Darren Lehmann - Andrew Symonds - Brad Williams | - Khaled Mahmud (K) - Al Sahariar - Alok Kapali - Habibul Bashar - Hasibul Hossain - Hennan Sarkar (wk) - Javed Omar - Khaled Mashud (wk) - Mashrafe Mortaza - Mohammad Ashraful - Mohammad Rafique - Sanwar Hossain - Tapash Baisya - Tushar Imran |

## Tour Matches
| 27. – 29. Juni Scorecard | Brisbane | Queensland Academy of Sport Invitation 201 (60.4) & 176 (49) | – | Bangladeshis 203-9d (71.4) & 145 (68.5) |
|                          |          | Queensland Academy of Sport Invitation gewinnt mit 29 Runs   |   |                                         |

| 3. – 5. Juli Scorecard | Brisbane | Commonwealth Bank Cricket Academy 258-3d (76) & 203-4d (49) | – | Bangladeshis 232-7d (79) & 232-8 (72) |
|                        |          | Bangladeshis gewinnt mit 2 Wickets                          |   |                                       |

| 10. – 13. Juli Scorecard | Darwin | Northern Territory Chief Minister's XI 189 (90.5) & 136 (59.4) | – | Bangladeshis 139 (79.2) & 187-8 |
|                          |        | Bangladeshis gewinnt mit 2 Wickets                             |   |                                 |

| 31. Juli Scorecard | Innisfail | Queensland Academy of Sport 175-7 (50) | – | Bangladeshis 176-6 (46.2) |
|                    |           | Bangladeshis gewinnt mit 4 Wickets     |   |                           |

## Tests

### Erster Test in Darwin
| 18. – 20. Juli Scorecard | Darwin | Bangladesch 97 (42.2) & 178 (51.1)                | – | Australien 407-7d (117.5) |
|                          |        | Australien gewinnt mit einem Innings und 132 Runs |   |                           |

### Zweiter Test in Cairns
| 25. – 28. Juli Scorecard | Cairns | Bangladesch 295 (92.1) & 163 (58.4)              | – | Australien 556-4d (139.2) |
|                          |        | Australien gewinnt mit einem Innings und 98 Runs |   |                           |

Der bangladeschische Bowler Sanwar Hossain wurde von den Umpires an den Weltverband für eine falsche Bowling-Technik gemeldet.

## One-Day Internationals

### Erstes ODI in Cairns
| 2. August Scorecard | Cairns | Bangladesch 105 (34)             | – | Australien 107-2 (22.3) |
|                     |        | Australien gewinnt mit 8 Wickets |   |                         |

### Zweites ODI in Cairns
| 3. August Scorecard | Cairns | Bangladesch 147 (45.1)           | – | Australien 148-1 (20.2) |
|                     |        | Australien gewinnt mit 9 Wickets |   |                         |

### Drittes ODI in Darwin
| 6. August Scorecard | Darwin | Australien 254-7 (50)           | – | Bangladesch 142 (47.3) |
|                     |        | Australien gewinnt mit 112 Runs |   |                        |

## Statistiken
Die folgenden Cricketstatistiken wurden bei dieser Tour erzielt.
| Tests            | Tests       | Tests   | Tests   | Tests   | Tests   | Tests   | Tests   | Tests   |
| Batting          | Batting     | Batting | Batting | Batting | Batting | Batting | Batting | Batting |
| Spieler          | Mannschaft  | Spiele  | Innings | Runs    | Average | HS      | 100s    | 50s     |
| ---------------- | ----------- | ------- | ------- | ------- | ------- | ------- | ------- | ------- |
| Darren Lehmann   | Australien  | 2       | 2       | 287     | 143,50  | 177     | 2       | 0       |
| Steve Waugh      | Australien  | 2       | 2       | 256     |         | 156*    | 2       | 0       |
| Hannan Sarkar    | Bangladesch | 2       | 4       | 166     | 41,50   | 76      | 0       | 2       |
| Habibul Bashar   | Bangladesch | 2       | 4       | 141     | 35,25   | 54      | 0       | 1       |
| Martin Love      | Australien  | 2       | 2       | 100     | 100,00  | 100*    | 1       | 0       |
| Bowling          |             |         |         |         |         |         |         |         |
| Spieler          | Mannschaft  | Spiele  | Overs   | Wickets | Average | BBI     | 5W      | 10W     |
| Stuart MacGill   | Australien  | 2       | 70.1    | 17      | 12,88   | 5/56    | 3       | 1       |
| Jason Gillespie  | Australien  | 2       | 61.4    | 11      | 15,45   | 4/38    | 0       | 0       |
| Brett Lee        | Australien  | 2       | 49.2    | 6       | 31,66   | 3/23    | 0       | 0       |
| Glenn McGrath    | Australien  | 2       | 55.1    | 5       | 24,80   | 3/20    | 0       | 0       |
| Mashrafe Mortaza | Bangladesch | 2       | 48      | 4       | 33,50   | 3/74    | 0       | 0       |

| ODIs            | ODIs        | ODIs    | ODIs    | ODIs    | ODIs    | ODIs    | ODIs    | ODIs    |
| Batting         | Batting     | Batting | Batting | Batting | Batting | Batting | Batting | Batting |
| Spieler         | Mannschaft  | Spiele  | Innings | Runs    | Average | HS      | 100s    | 50s     |
| --------------- | ----------- | ------- | ------- | ------- | ------- | ------- | ------- | ------- |
| Ricky Ponting   | Australien  | 3       | 2       | 130     | 65,00   | 101     | 1       | 0       |
| Michael Bevan   | Australien  | 3       | 2       | 97      | 97,00   | 57      | 0       | 1       |
| Damien Martyn   | Australien  | 3       | 3       | 93      | 93,00   | 92*     | 0       | 1       |
| Matthew Hayden  | Australien  | 3       | 2       | 88      | 88,00   | 46*     | 0       | 0       |
| Alok Kapali     | Bangladesch | 3       | 3       | 83      | 27,66   | 49      | 0       | 0       |
| Bowling         |             |         |         |         |         |         |         |         |
| Spieler         | Mannschaft  | Spiele  | Overs   | Wickets | Average | BBI     | 5W      | 10W     |
| Ian Harvey      | Australien  | 2       | 13.3    | 5       | 7,40    | 4/16    | 0       | 0       |
| Brad Hogg       | Australien  | 3       | 30      | 5       | 18,00   | 3/31    | 0       | 0       |
| Jason Gillespie | Australien  | 2       | 20      | 4       | 9,75    | 3/23    | 0       | 0       |
| Brett Lee       | Australien  | 2       | 17      | 4       | 12,25   | 4/25    | 0       | 0       |
| Andy Bichel     | Australien  | 3       | 25      | 4       | 22,00   | 2/24    | 0       | 0       |

## Player of the Series
Als Player of the Series wurden die folgenden Spieler ausgezeichnet.
| Serie | Player of the Series |
| ----- | -------------------- |
| Test  | Stuart MacGill       |
| ODI   | Ricky Ponting        |

### Player of the Match
Als Player of the Match wurden die folgenden Spieler ausgezeichnet.
| Spiel   | Player of the Match |
| ------- | ------------------- |
| 1. Test | Steve Waugh         |
| 2. Test | Stuart MacGill      |
| 1. ODI  | Brett Lee           |
| 2. ODI  | Damien Martyn       |
| 3. ODI  | Ricky Ponting       |